# Гарсиласо де ла Вега (стадион)
«Инка Гарсиласо де ла Вега» (исп. Estadio Inca Garcilaso de la Vega) — стадион, расположенный в древней столице Перу Куско.

## История
Стадион был открыт в 1950 году и назван в честь Инки Гарсиласо де ла Вега, знаменитого перуанского историка XVI века. Стадион принадлежит Перуанскому институту спорта (исп. Instituto Peruano del Deporte).
Первоначально стадион вмещал 22 тыс. зрителей. К Кубку Америки 2004, проводившемуся в Перу, он был реконструирован и его вместительность увеличилась до 45 тыс. человек. Эти работы обошлись в 1,72 млн долларов в рамках государственной программы. Во время Кубка Америки в 2004 году на «Гарсиласо де ла Веге» состоялся один матч — 24 июля сборная Уругвая в матче за третье место обыграла Колумбию со счётом 2:1.
«Гарсиласо де ла Вега» считается одним из красивейших во всей Южной Америке, во-многом из-за качества его газона, устойчивого к резким изменениям погодных условий, характерным для региона Куско.
На стадионе проводят свои домашние матчи три клуба: «Сьенсиано», «Депортиво Гарсиласо» и «Реал Гарсиласо». Первые два играют здесь с 1950-х годов, последний же недавно образованный «Реал Гарсиласо» — с начала 2010-х годов. Таким образом на «Гарсиласо де ла Веге» регулярно проводятся класико между «Сьенсиано» и «Реал Гарсиласо» в рамках перуанской Примеры.